# Bee Gees Paper Mache (EP1)

## Közreműködők
- Barry Gibb – ének, gitár
- Maurice Gibb – ének,  gitár, zongora, orgona, basszusgitár
- Robin Gibb – ének
- stúdiózenekar Bill Shepherd vezényletével

## A lemez dalai
- Paper Mache, Cabbages and Kings (Barry és Maurice Gibb) (1972), stereo 4:59, ének: Barry Gibb
- I Held a Party (Barry, Robin és Maurice Gibb)  (1972), stereo  2:35, ének: Barry Gibb, Robin Gibb
- Alive (Barry, Robin és Maurice Gibb)  (1972), stereo 4:03, ének: Barry Gibb, Robin Gibb
- Run To Me (Barry, Robin és Maurice Gibb)  (1972), stereo  3:05, ének: Barry Gibb, Robin Gibb

## Top 10 helyezés
- Alive:   Ausztrália:  4.